# Notre pain de chaque nuit
Notre pain de chaque nuit est un roman du béninois Florent Couao-Zotti, écrivain, auteur de romans, de nouvelles, de pièces de théâtre et de bandes dessinées. Le livre sort en 1998 aux Éditions Le Serpent à Plumes et compte 223 pages.

## Résumé
Notre pain de chaque nuit qui est le premier roman de l'auteur, raconte l'histoire d'amour entre Nono, une jeune femme prostituée et Adolphe Saklo, un jeune boxeur surnommé Dendjer (danger en Anglais). Cette histoire d'amour va se compliquer quand un deuxième prétendant, un jeune député du nom de Kpakpa, va rentrer dans la course. C'est un livre qui met exergue la violence humaine, la violence urbaine et nous montre également l'envers de l'amour, le déshonneur et la traîtrise dont l'être humain peut-être capable,.

## Réception critique
Notre pain de chaque nuit est dès sa sortie l'objet de plusieurs critiques et analyse. Ainsi, dans son analyse du roman, le réseau des médiathèques Grand Paris Sud Est Avenir dit qu'il s'agit d'une tragédie où le monde de la nuit sert de décors et où les enfants sont déguenillés et les sorciers et leurs grigris accompagnent ces gens avec plus ou moins de conviction. Dans son article intitulé Florent Couao-Zotti, un écrivain du peuple, Arnold Sènou pense quant à lui que le livre est aussi un roman politique. Il y compare également le roman à un combat de boxe dont les paragraphes frisent des rounds et les mots des uppercuts. L'Express pense que c'est intrigue dans les bas-fonds d'une société africaine contemporaine où un champion de boxe et un député se disputent une prostituée à la sensualité dévastatrice.

Toujours à propos du livre, Taina Tervonen dit dans sa critique que:

« (...) Pour un premier roman, Notre pain de chaque nuit est un superbe début. Une narration qui ne perd pas son souffle, une histoire qui ne manque pas de surprises – Couao-Zotti est un auteur à découvrir absolument. (...). »